# Gunung Agung
Gunung Agung (Agungberget) är en aktiv stratovulkan på ön Bali i Indonesien. Toppen på Gunung Agung når 3 031 meter över havet.

## Geografi
Gunung Agung ligger på östra Bali sju mil från orten Kuta som är en populär plats för öns turister och är dess högsta topp. Ön ligger i den vulkanrika så kallade Sundabågen.
En bit upp på vulkanens sluttning ligger det viktiga hinduiska tempelkomplexet Pura Besakih.
Närmaste större samhälle är Karangasem, 17 km åt sydost. Omgivningarna runt Gunung Agung är till stor del en mosaik av jordbruksmark och naturlig växtlighet.

## Utbrott

### 1963–1964

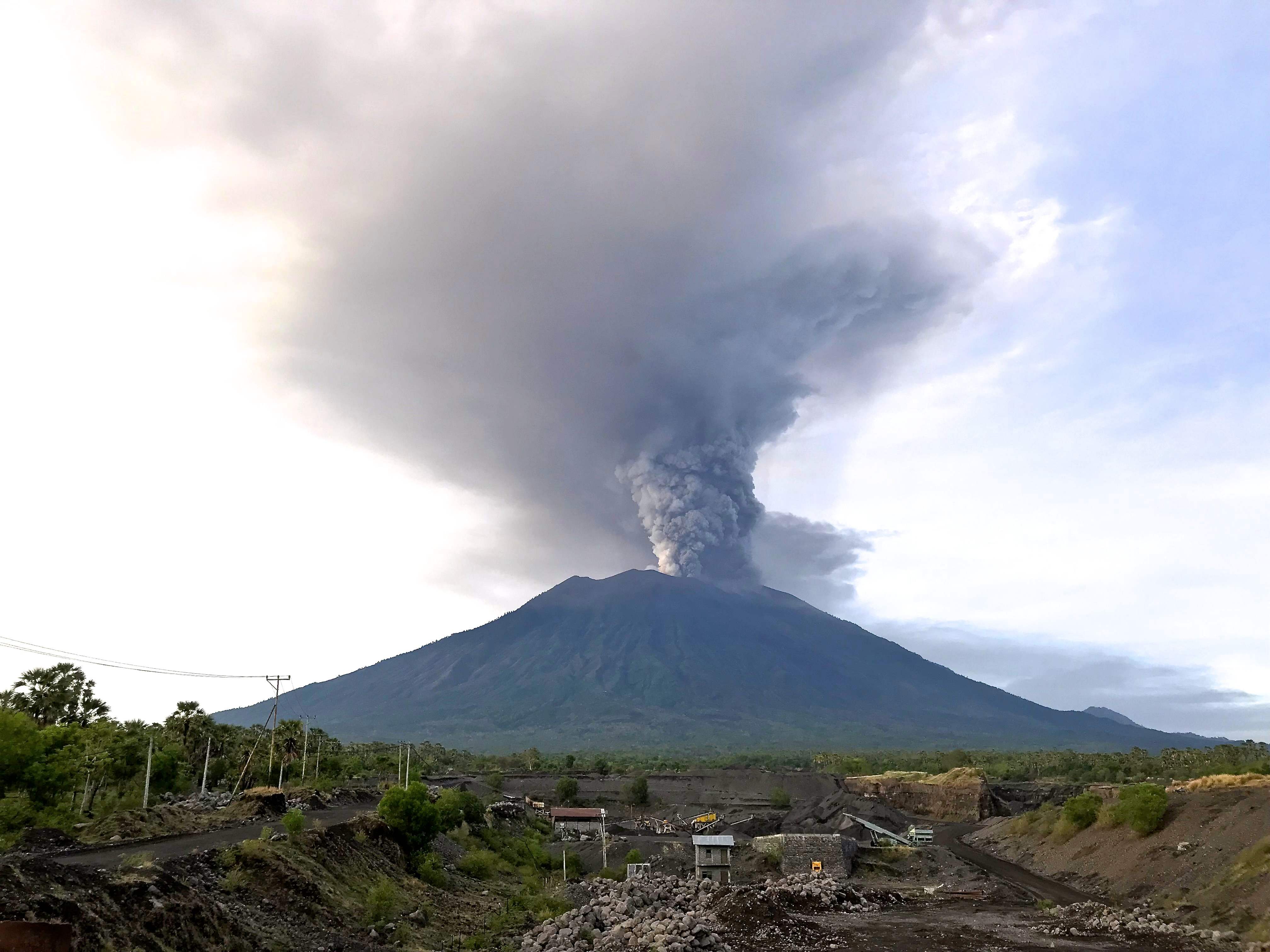
Gunung Agung 27 november 2017

Gunung Agungs utbrott 1963–1964 var ett av 1900-talets kraftigaste vulkanutbrott och det största i Indonesien under det seklet. Det nådde nivå 5 på VEI-skalan (volcanic explosivity index).

### 2017–
I september 2017 kom det första utbrottet sedan 1960-talet, följt av ytterligare utbrott i november 2017, med tecken på att kunna utvecklas till ett kraftigt utbrott.
Under 2018 skedde ett utbrott kring månadsskiftet juni/juli, då det bildades en 2 000 m hög askplym och lava spreds ett par kilometer från kratern. Ett ytterligare utbrott kom den 30 december.
Den 10 januari 2019 kom ett nytt utbrott med askplym.
Agungberget fick åter ett utbrott 25 maj, som varade i fyra och en halv minut, då den aktiva vulkanen skickade lava och stenar ”åt alla håll” inom en radie av tre kilometer. Alla flighter till och från Bali ställtes in.